# Феохромоцитома
Феохромоцитома — пухлина клітин мозкової речовини наднирників, що призводить до надлишкової секреції катехоламінів — адреналіну та норадреналіну.

## Етіологія
Причини захворювання невідомі. Феохромоцитома зустрічається спорадично, але в 10 % спостережень не виключається генетична природа захворювання, що асоціюється з такими спадковими синдромами як МЕН2А або МЕН2Б. Спадковість визначається геном домінантного типу з високою мірою пенетранності.

## Патологічна анатомія
Феохромоцитома — нейроендокринна пухлина, що формується з клітин дифузної нейроендокринної системи (APUD-системи), основною відмінною рисою яких є здатність до захоплення і декарбоксилювання амінів, що дозволяє пояснити складні клініко-морфологічні феномени цього захворювання. Пухлина розвивається із специфічних хромафінних клітин симпатоадреналової системи, ембріогенетично споріднених до клітин симпатичної нервової системи і дає позитивну хромафінну реакцію, тобто має здатність забарвлюватися солями хрому в жовто-коричневий колір.

## Клінічні прояви
Хвороба проявляється характерними нападами з головним болем, нудотою, тахікардією, підвищеним АТ, болем у підвилочковій ділянці, з блювотою. Можуть бути посмикування м'язів всього тіла, іноді судоми. Поза нападом хворі скаржаться на загальну слабкість, втомлюваність, підвищену збудливість, у окремих випадках є постійна артеріальна гіпертонія, а також шлунково-кишкові розлади. Під час кризи відмічають підвищення рівня цукру у крові та лейкоцитоз. У сечі, особливо після нападу, підвищується вміст адреналіну, норадреналіну, ванілінмигдальної кислоти. Пухлина рідко досягає великих розмірів та лише іноді її вдається пальпувати, тому для її підтвердження проводять спеціальне рентгенологічне дослідження з застосуванням ретропневмоперитонеуму. Наявність пухлини може бути підтверджено за допомогою КТ.

## Лікування
Лікування пухлини хірургічне — адреналектомія. При наявності артеріальної гіпертонії показане застосування гіпотензивних препаратів (метилдофа гемітон, анаприлін).

## Мікро- та макропрепарати

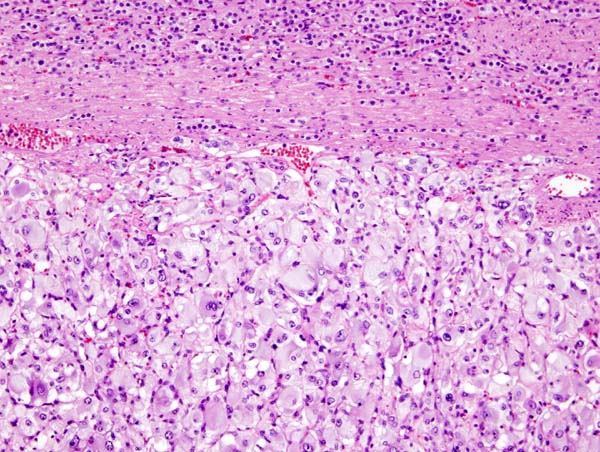
Мікрофотознімок феохромоцитоми.
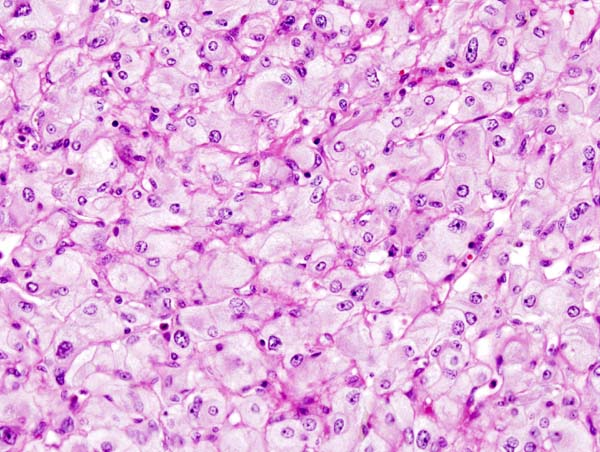
Мікрофотознімок феохромоцитоми.
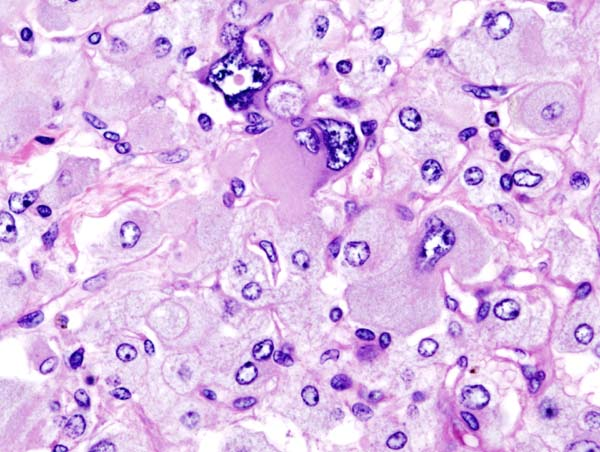
Мікрофотознімок феохромоцитоми.
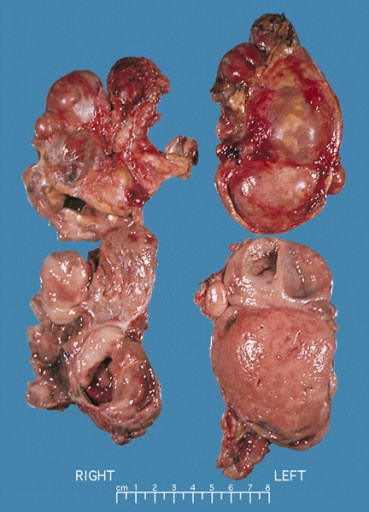
Білатеральна феохромоцитома при множинній ендокринній неоплазії тип 2 (МЕН2).
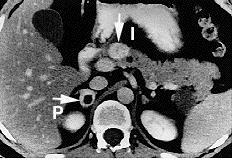
Феохромоцитома. Комп'ютерна томографія.
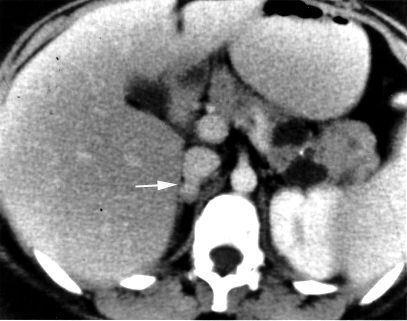
Феохромоцитома. Комп'ютерна томографія.